# Moidart
Moidart (/ˈmɔɪdɑːrt/ MOY-dart; schottisch-gälisch: Mùideart [ˈmuːitʲarˠʃt̪]) ist Teil der abgelegenen und isolierten Gegend Schottlands, westlich von Fort William, bekannt als die Rough Bounds. Moidart selbst ist fast von Gewässern umgeben. Loch Shiel schneidet die östliche Grenze des Distrikts ab (entlang einer Linie von Südsüdwesten nach Nordnordosten) und setzt sich entlang eines Teils des südlichen Randes fort. Der Rest des südlichen Randes wird von Loch Moidart abgeschnitten. Der Norden wird von Loch Morar und Loch Ailort abgeschnitten.
Moidart ist derzeit Teil des Distrikts Lochaber in der Council Area Highland. Es umfasst die Orte Dorlin, Kinlochmoidart und Glenuig. Bei Dorlin befindet sich Castle Tioram, eine ehemalige Festung des Clann Ruaidhrí und des Clanranald-Zweigs des Clans Donald.
Moidart ist Teil der Morar, Moidart and Ardnamurchan National Scenic Area, eine von 40 National Scenic Areas (NSA) in Schottland, die so definiert sind, dass sie Gebiete mit außergewöhnlicher Landschaft identifizieren und ihren Schutz gewährleisten, indem sie bestimmte Formen der Entwicklung einschränken.

## Geschichte

### Frühe Geschichte

#### Das schlammige Ufer von Loch Moidart
Nach Überfällen der Wikinger wurde Moidart Teil des Königreichs der Inseln, einer norwegischen Abhängigkeit. In dieser Zeit erhielt Moidart seinen Namen vom altnordischen mod, was Schlamm bedeutet, und dem nordischen Suffix -art, abgeleitet von Fjord; Der ganze Name bedeutet also schlammiger See und bezieht sich insbesondere auf Loch Moidart (dessen Name daher tautolog ist). Im späten 11. Jahrhundert schloss König Malcolm III. von Schottland eine schriftliche Vereinbarung mit dem norwegischen König Magnus III. (Magnus Barefoot), der die Grenze an die Küste verlegte; Moidart wurde somit schottisch.
Im frühen 12. Jahrhundert gelangte Somerled, ein altnordisch-gälischer Anführer ungewisser Herkunft, in den Besitz von Moidart und der umliegenden Region; keine zuverlässigen Aufzeichnungen erklären, wie dies geschah, aber irgendwann in den 1140er Jahren war die Kontrolle von König David I. von Schottland über die Region erodiert. Zu Beginn des Jahrhunderts, in den 1130er Jahren, startete Somerled einen Staatsstreich im Königreich der Inseln, der dazu führte, dass dieses Königreich seinen anderen Besitztümern als unabhängiger Staat beitrat. Nach Somerleds Tod wurde die norwegische Autorität wiederhergestellt, aber in der Praxis wurde das Königreich geteilt; Der Teil, der Moidart enthielt, war als Garmoran bekannt und wurde von den MacRory regiert, einer Fraktion unter Somerleds Erben.
Nach dem Vertrag von Perth von 1266 wurde Garmoran eine schottische Kronenabhängigkeit – die Lordschaft von Garmoran –, die immer noch von den MacRory regiert wurde, bis Amy of Garmoran die einzige MacRory-Erbin war. Ungefähr zu dieser Zeit wurde Castle Tioram in Loch Moidart als Hauptsitz der Lordschaft von Garmoran gebaut. Der größte Teil des restlichen Königreichs der Inseln war zur Lordschaft der Inseln geworden, die von den MacDonalds regiert wurde, deren Anführer, John of Islay, Amy heiratete. Nach der Geburt von drei Söhnen ließ er sich von Amy scheiden und heiratete gegen eine beträchtliche Mitgift die Nichte des Königs.
Als Teil der Vereinbarung beraubte John seinen ältesten Sohn Ranald der Fähigkeit, die Lordschaft der Inseln zugunsten eines Sohnes seiner neuen Frau zu erben. Als Entschädigung machte er Ranald zum Herrn von Garmoran.
Am Ende des 14. Jahrhunderts, nach Ranalds Tod, waren seine Söhne jedoch noch Kinder, und Ranalds jüngerer Bruder Godfrey nutzte die Gelegenheit, um die Lordschaft von Garmoran zu übernehmen. Außerdem machten die Erben von Ranalds anderem Bruder Murdoch nun einen eigenen Anspruch geltend. Dies verwickelte Godfreys Familie (die Siol Gorrie) und die seiner Brüder in einen großen gewalttätigen Konflikt, der in den erhaltenen Aufzeichnungen nicht sehr detailliert beschrieben wird.

#### Nord-Zentral-Moidart
Im Jahr 1427 forderte König James I. frustriert über das Ausmaß der Gewalt im Hochland und den von seinem eigenen Cousin, Murdoch Stewart, 2. Duke of Albany, verursachten Aufstand, dass alle Hochlandmagnaten an einem Treffen in Inverness teilnehmen sollten. Bei ihrer Ankunft wurden viele der Anführer festgenommen und eingesperrt. Alexander MacGorrie, Sohn von Godfrey, galt als einer der beiden verwerflichsten und wurde nach einem schnellen Schauprozess sofort hingerichtet. Da Alexander inzwischen de facto Godfreys Position als Lord of Garmoran geerbt hatte und Ranalds Erben nicht weniger für die Gewalt verantwortlich waren, erklärte König James die Lordschaft für verfallen.

### Lairdships
1469 verlieh James’ Enkel (James III.) John, dem Lord of the Isles, die Lairdship der Länder Garmoran und Uist. Im Gegenzug gab John es an seinen eigenen Halbbruder Hugh of Sleat weiter; Die Gewährung an Hugh wurde vom König in einer Charta von 1493 bestätigt. Die Gewalt, die zu Alexanders Hinrichtung führte, hatte die Siol Gorrie an den Rand der Auslöschung gebracht, und nach Alexanders Tod spielten sie keine Rolle mehr in Moidarts Geschichte.
Ranalds Erben (Clan Ranald) bestritten und kämpften gegen die Charta. Nach dem Tod von Hugh of Sleat im Jahr 1498 trat sein Sohn John aus Gründen, die nicht im Entferntesten klar sind, sofort zurück und übertrug alle Autoritäten auf den König. 1532 gewährte der König Moidart dem Anführer des Ranald-Clans, John Moidartach. Die Urkunde, die ihm die Ländereien gewährte, erkannte auch sein Eigentum an den Ländereien seines ehemaligen Onkels Ranald Bane an, dem die angrenzenden Ländereien von Arisaig etwa 30 Jahre zuvor zugesprochen worden waren.
Im Jahr 1609 wurde Johns Enkel Donald nach einer gewissen Gesetzlosigkeit in der Region inhaftiert. Donald wurde nur unter der Bedingung freigelassen, dem König, James VI., und dem Gesetz des Königs zu gehorchen; Im Gegenzug gewährte James VI. Donald eine zweite Charta für sein Land.

### Spätere Geschichte

#### Die sieben Männer von Moidart
Die Rough Bounds waren eine der Hochburgen der Jakobiten. Nach dem Scheitern des Jakobitenaufstands von 1745 war es der letzte Teil Schottlands, in dem Charles Edward Stuart (Bonnie Prince Charlie) Zuflucht fand. Zu Beginn seines Aufstands war er von sieben prominenten Jakobiten begleitet worden, die trotz ihrer unterschiedlichen Herkunft als die Seven men of Moidart (Sieben Männer von Moidart) bekannt wurden: William Murray, Marquis of Tullibardine (von den Jakobiten als 2. Duke of Atholl betrachtet), Aeneas MacDonald (ein Pariser Bankier und jüngerer Bruder des Laird von Kinlochmoidart), Francis Strickland (ein englischer Jakobit aus Westmorland), George Kelly (ein irischer presbyterianischer Geistlicher), Sir Thomas Sheridan, (ein anglo-irischer Höfling und früherer Erzieher von Charles Edward Stuart),  Sir John Macdonald (oder MacDonnell, ein französischer Kavallerieoffizier irischer Abstammung) und John William O’Sullivan (ein irischer Offizier in der französischen Armee); ein Jahrhundert später wurde eine Buchenreihe zum Gedenken gepflanzt.

#### 19. und 20. Jahrhundert
Im Gegensatz zu vielen anderen Gebieten mit jakobitischer Sympathie wurde kein Versuch unternommen, eine Militärstraße nach Moidart zu errichten, und die Region blieb – nach Erhalt der Genehmigung im Jahr 1963 – bis zum Bau der A861 im Jahr 1966 ohne Straßenzugang. Zuvor war Moidart, abgesehen von einem holprigen Fußweg, nur mit einer Fähre erreichbar, die zwischen Lochailort (nördlich von Moidart) und Glenuig (im Westen) verkehrte. Erst 1988 wurde den Bewohnern der Anschluss an das Stromnetz möglich.
Die Abgeschiedenheit sicherte den Fortbestand des Katholizismus trotz der schottischen Reformation als auch der gälischen Sprache. Das Gebiet blieb bis Mitte des 20. Jahrhunderts stark gälischsprachig – bei der Volkszählung von 1881 konnten rund 90 % der Bevölkerung Gälisch sprechen und mehr als ein Drittel kein Englisch. Bis 2001 war der Anteil der Gälischsprachigen jedoch auf unter 15 % der Einwohner gesunken.
Der Mangel an Verkehrsanbindungen vor den 1960er Jahren machte das Gebiet auch zu einem idealen Trainingsort für spezielle operative Einheiten während des Zweiten Weltkriegs. In der Gegend befanden sich mehrere Trainingsbasen der Special Operations Executive. In Dorlin wurde ein altes Herrenhaus als HMS Dorlin für die Ausbildung der Abschnitte Royal Navy Beach Signals und Royal Signals genutzt.

## Persönlichkeiten
- Alasdair Mac Mhaighstir Alasdair (Alexander MacDonald; um 1698–1770/1780), schottisch-gälischer Dichter und Jakobit
- Fergie MacDonald (* 1938), schottischer Musiker